# Rutojärvi (sjö i Sodankylä, Lappland, Finland)
Rutojärvi eller Rutajärvi är en sjö i Finland. Den ligger i kommunen Sodankylä i landskapet Lappland, i den norra delen av landet, 800 km norr om huvudstaden Helsingfors. Rutojärvi ligger 190,6 meter över havet. Den är 14,3 meter djup. Arean är 1 kvadratkilometer och strandlinjen är 5,47 kilometer lång. Sjön  ingår i Kemi älvs huvudavrinningsområde. 